# Frajhajt
Jidisze Socjalistisze Arbeter Jungt „Frajhajt” (z jid. Żydowska Socjalistyczna Młodzież Robotnicza „Wolność”) – żydowska organizacja młodzieżowa działająca w Polsce w latach 1925–1938.
Frajhajt powstała w 1925 roku z połączenia Organizacji Młodzieży Syjonistyczno-Socjalistycznej i Żydowskiej Socjalistycznej Młodzieży Robotniczej. Organizacja miała charakter socjaldemokratyczny, a jej program pozbawiony był radykalizmu. Politycznie związana była z Poalej Syjon-Prawicą. Była członkiem światowego Związku Żydowskiej Młodzieży Socjalistycznej. Odgrywała dominującą rolę w syjonistycznym ruchu młodzieżowym w Polsce. Organem prasowym organizacji był Juhnt-Frajhajt. Pod wpływem Frajhajtu znajdowała się założona w 1932 roku organizacja sportowa Ha-poel. Politycznym przeciwnikiem Frajhajtu był Cukunft, przez który był ostro zwalczany.
Frajhajt w 1925 roku posiadała 3 tysiące członków i 101 oddziałów terenowych, w 1933 11 tysięcy członków i 250 oddziałów, a w 1935 roku około 20 tysięcy członków. W 1938 roku Frajhajt połączyła się z pokrewną ideowo organizacją He-chaluc, której nazwę przejęła połączona organizacja.